# Шитова, Лидия Алексеевна
Лидия Алексеевна Шитова — эмалировщик цеха эмалированной посуды Лысьвенского металлургического завода (ЛМЗ), Герой Социалистического Труда (1985).
Родилась 15.06.1936 в с. Безводное Пижанского района Кировской области.
В 1954 г. приехала в Лысьву и поступила на ЛМЗ эмалировщицей.
В 1967 г. за перевыполнение норм выработки награждена значком «Ударник коммунистического труда».
С 1980 г. бригадир комплексной бригады, где каждый работник выполнял 3 — 4 смежные операции. Выступила инициатором мероприятий по внедрению механизированной подачи штикера к рабочим местам эмалировщиков, что позволило облегчить труд и повысить его производительность.
В 1985 г. её бригада выступила инициатором соревнования «50-летию стахановского движения —задание пятилетки», в которое включились 250 бригад.
В 1984 г. признана победителем Всесоюзного соревнования эмалировщиков.
Её бригада взяла шефство над учащимися технического училища.
Герой Социалистического труда (1985). Награждена орденами Октябрьской Революции (1981), Трудового Красного Знамени (1976), медалями.
Лауреат премии советских профсоюзов им. Макара Мазая (1983). 
Делегат XVIII съезда профсоюзов (1987).
С 1993 года на пенсии.